# Cádizské vévodství

Znak vévodů z Cádizu (1972-1989)

Cádizské vévodství, španělsky Ducado de Cádiz, je španělský šlechtický titul. Jeho jméno se vztahuje k andaluskému městu Cádiz.

## Dějiny
Po smrti 1. vévody katolická Veličenstva s Františkou Ponce Leónskou y de la Fuente vyjednala zrušení marky a vévodství Cádiz a přidružení města a jeho tituly zpět pod španělskou korunu, po její smrti. Po staletí byl titul neaktivní, a to až do 19. století, kdy se titul stal jedním z užívaných členy španělské královské rodiny.

## Seznam nositelů titulu
|                                               | Královský titul                               | období                                        |
| Poprvé vytvořeno Ferdinanem II. a Isabelou I. | Poprvé vytvořeno Ferdinanem II. a Isabelou I. | Poprvé vytvořeno Ferdinanem II. a Isabelou I. |
| --------------------------------------------- | --------------------------------------------- | --------------------------------------------- |
| I                                             | Rodrigo Ponce de León                         | 1484–1492                                     |
| II                                            | Františka Ponce de León y de la Fuente        | 1492–1493                                     |
| Podruhé vytvořeno Ferdinandem VII.            |                                               |                                               |
| I                                             | Infant František                              | 1820–1821                                     |
| II                                            | Infant František, manžel španělské královny   | 1822–1902                                     |
| Potřetí vytvořeno Franciskem Frankem          |                                               |                                               |
| I                                             | Alfons Bourbonský-Dampierre                   | 1972–1989                                     |